# ادوارد کلمبو
ادوارد کلمبو (انگلیسی: Edoardo Colombo؛ زادهٔ ۲۴ ژانویهٔ ۲۰۰۱) بازیکن فوتبال است.
وی همچنین در تیم‌های ملی فوتبال San Marino national under-19 football team و زیر ۲۱ سال سان مارینو بازی کرده‌است.